# Pseudomugil mellis
Pseudomugil mellis är en fiskart som beskrevs av Allen och Walter Ivantsoff 1982. Pseudomugil mellis ingår i släktet Pseudomugil och familjen Pseudomugilidae. IUCN kategoriserar arten globalt som starkt hotad. Inga underarter finns listade i Catalogue of Life.